# Lito Bayardo
Lito Bayardo (Rosario; 3 de marzo de 1905 - Buenos Aires; 7 de marzo de 1986) fue un poeta, letrista, actor, guitarrista, cantor y compositor de tangos argentino.

## Biografía
Fue el mayor de cinco hermanos, su padre murió muy joven y solo pudo cursar hasta cuarto grado de la primaria. A los doce años (en 1919) ya era obrero en una fábrica de yerba, trabajando por 40 centavos diarios (10 pesos por mes), más un paquete del producto por semana a mitad de precio. Más tarde, ya por 40 pesos por mes, ingresa a la firma harinera de Molinos Fénix.
Desde su adolescencia se enfocó en la poesía y la guitarra. Desde 1922 fue amigo de Agustín Magaldi y de Libertad Lamarque.

## Carrera
En 1923 empezó a presentarse en radio, fue en LT3 Radio Sociedad Rural de Cerealistas, de la ciudad de Rosario, Santa Fe. Cantaba y recitaba sus propios versos.
Recitando, consiguió cierta aceptación. Se hacía llamar Lito García Ferrari, pero decidió adoptar el pseudónimo de la primera actriz y recitadora, Gloria Bayardo.
Interpretó en radio el tango «Mala mujer» con letra del violinista Adelio Zeoli. Tiempo después escribió su primera letra importante, «Duelo criollo». Juan Rezzano le puso música, y Carlos Gardel y otros la grabaron.
En radio recitó acompañado al piano por Santiago París y cantó con el guitarrista Roussy, formando el dúo Bayardo-Natale.
Al poco tiempo viajó a Buenos Aires para enviarle una tarjeta a Julio De Caro que pronto actuaría en Rosario. Cuando lo conoce, De Caro le pregunta sobre la ciudad y también por dos cantores que necesitaría para la gira. Se ofrece con su trío, su nueva formación: Bayardo-Rossi-Roussy. El maestro los escucha y los acepta. En octubre de 1928 debutaron en un teatro.
De Caro vuelve a citarlo para los carnavales de 1929, en el Teatro Ópera, participa como estribillista de la orquesta junto con Luis Díaz, Roberto Caldas y René Rossi. Al año siguiente volvió a estar presente, esta vez en el Teatro Cervantes.
En 1934 se establece en Buenos Aires, sus primeros tres amigos fueron Dante Linyera, Celedonio Flores y Luis Rubistein. Al poco tiempo se encuentra en un café con Antonio Molina quien dirigía un conjunto nativo de radioteatro, obras populares mechadas con canciones. Necesitaba un actor y cantor y allí marcha por dos meses a Radio Stentor, donde conoce a Nelly Omar, esposa de Molina.
Luego José González Castillo le propone un «bolo» en Radio Splendid. Después trabaja en el Teatro Odeón donde actúa en una nueva versión de Romeo y Julieta de Enrique Susini, y en Las Bodas de Fígaro. Molina lo requiere nuevamente para sus Cuadros argentinos, ahora en Radio Belgrano. Allí nace la amistad con el cantor Alfredo Lucero Palacios.
Es por entonces que le presentan a un joven pianista, también rosarino, que viene para acompañar a la cancionista Fanny Loy. Deciden formar un trío y se ofrecen en todas las radios sin buen resultado. La última que resta es Radio Prieto y allí su persistencia les permite actuar. Tienen buen reconocimiento. En 1937 fueron contratados por Radio El Mundo por dos meses a 3000 pesos. Actuaron durante cinco años con el acompañamiento entre otros de los guitarreros Spina, Alberro, Edmundo P. Zaldívar (h.) y el pianista Juan Larenza. También se presentan con la orquesta de Alberto Gambino, son el trío que acompaña a La Mejicanita en sus iniciales presentaciones.
Condujo su propio programa titulado Glosas del caminante, por Radio Splendid. También tuvo una intensa actividad en SADAIC, que le permitió realizar varios viajes a Europa, en. uno de cuales conoció a Carlos Vicente Geroni Flores, que le entregó su último tango para que le ponga letra y le encomendó, como un legado póstumo, que trate que llegue al disco. Resultó «Flor de pena», registrado por Eduardo Del Piano con la voz de Roberto Bayot.
Creó más de 1020 poemas que se transformaron en canciones. Algunas de sus letras que llegaron al disco fueron: los tangos
«Cuatro campanadas»,
«Duelo criollo»,
«Nueve de Julio»,
«Mi cotorrito bohemio»,
«Esta noche»,
«Incertidumbre»,
«Una vez»,
«Mi flor de noche»,
«Mi cotorrito»,
«Dejame soñar»,
«Con la otra»,
«La canción»,
«Tapado gris»,
«Amar hasta morir»;
las rancheras
«¿Qué hacés Patoruzú?»,
«Che, vieja, pasá un mate»,
«La mentirosa»,
«Mala racha»;
las zambas
«Adiós amor»,
«Rosario de Santa Fe»,
«Hermano gaucho» y
«Mama vieja»; y
el vals «Flores del alma»,
entre muchos otros.
Como escritor de varios libros se destacan Sueños azules (poemas),
Tierra gaucha (poemas), Glosas del caminante (poemas), Los autores del recuerdo (apuntes en versos), Los pregones (poemas), Color del tiempo (relatos porteños) y Mis cincuenta años con la canción Argentina (autobiografía).
Como cantor registró alrededor de 25 temas. A dúo con Lucero Palacios, con Osvaldo Moreno, con la Típica Víctor, con Mario Maurano y acompañado por la guitarra de Aníbal Arias, una docena de sus poemas.

## Suicidio
En los años ochenta se lo veía enfermo y deprimido. En la noche del viernes 7 de marzo de 1986, Lito Bayardo se disparó un balazo en la cabeza en su domicilio de Montevideo 771, 3º piso de la ciudad de Buenos Aires. Cuatro días antes había cumplido 81 años.
Sus restos descansan en el Panteón de SADAIC de la Asociación Argentina de Actores del Cementerio de la Chacarita.

## Homenajes
Como homenaje a su enorme trayectoria se instaló una estatua de él junto con el músico Jorge Falcón, en alguna plazoleta de la ciudad santafesina de Rosario.
En septiembre de 2000 se puso su nombre a un pasaje peatonal al lado de la Casa del Tango, en avenida Wheelwright esquina España.

## Filmografía
- 1948: Pobre mi madre querida, junto a Hugo del Carril.
- 1950: El último payador[13]